# Nassholzkonservierung

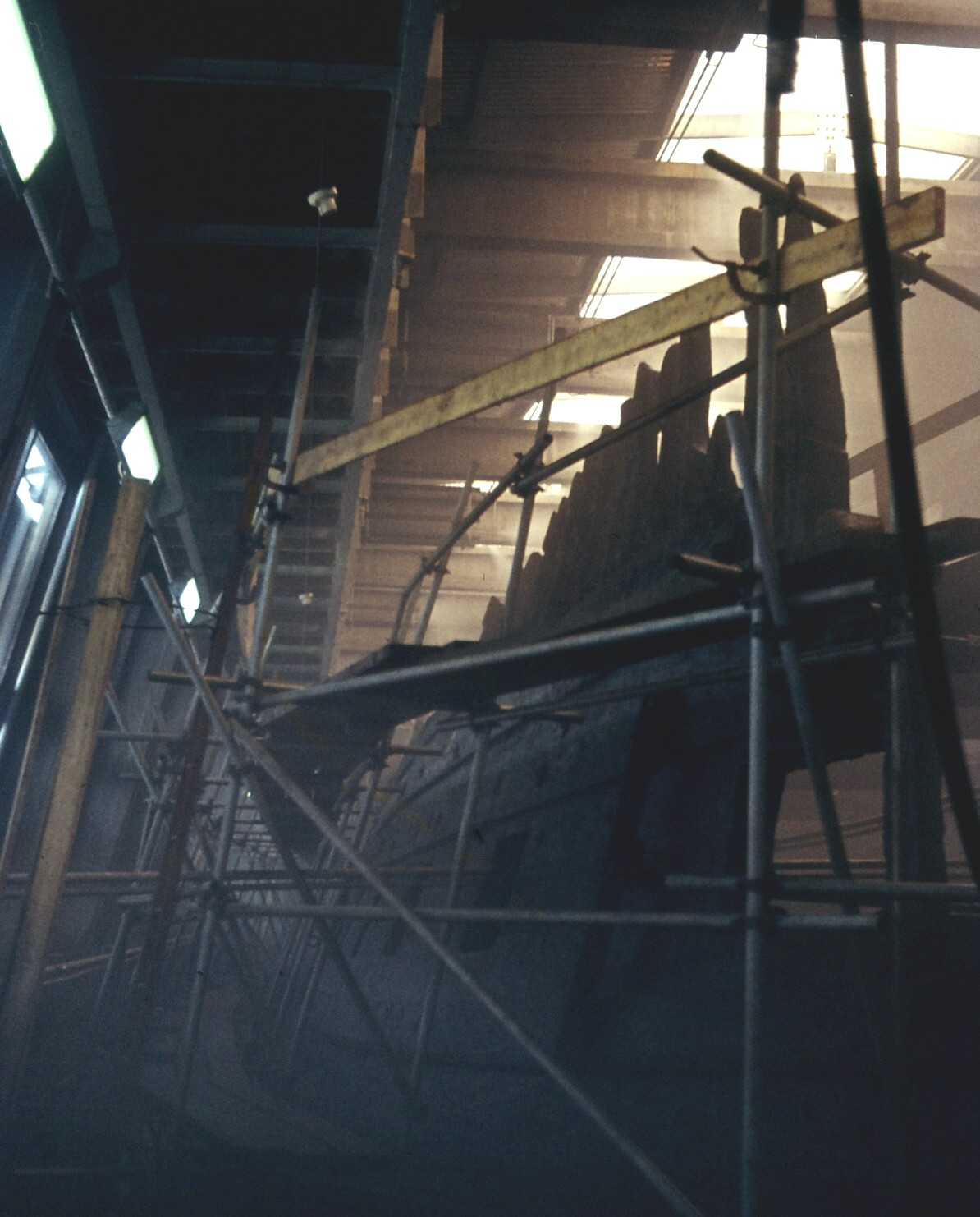
Die Vasa während der Konservierung 1963

Unter dem Begriff Nassholzkonservierung sind verschiedene Methoden zur Konservierung von Hölzern zusammengefasst. Bekannte Beispiele für archäologische Funde, die mittels Nassholzkonservierung erhalten und danach in Ausstellungen gezeigt werden konnten, sind die schwedische Galeone Vasa oder die Bremer Kogge.
Objekte für die nassholzkonservatorische Behandlung stammen sowohl aus unterwasserarchäologischen Bergungen wie auch aus Ausgrabungen in Mooren (Feuchtbodenarchäologie) oder Brunnen (vgl. Bandkeramischer Brunnenbau).

## Ausgangslage
Bei nassem Holz aus archäologischen Funden stellen sich unterschiedliche Probleme. Die Hölzer sind durch Mikroorganismen angegriffen und in unterschiedlicher Intensität abgebaut. In die Zellen des Holzes dringt Wasser ein und stabilisiert diese. Wenn das Wasser austrocknet, schrumpft das Holz und es kommt zu Verformungen und Rissen, die bis zur völligen Zerstörung des Fundobjektes führen können.

## Konservierungsmethoden
Für die Konservierung werden unterschiedliche Methoden angewandt. Jede Konservierungsmethode für archäologisches Nassholz hat Vor- und Nachteile in Bezug auf verschiedene Kriterien. Große Objekte werden meist über einen langen Zeitraum (mehrere Jahre) mit Polyethylenglykol (PEG) getränkt. Niedermolekulares PEG (etwa PEG 200) wird zur Festigung der Zellwände eingesetzt, hochmolekulares PEG (etwa PEG 2000) dient zum Auffüllen der Zellkerne. Wenn das PEG das im Holz enthaltene Wasser ersetzt hat, übernimmt es dessen stabilisierende Wirkung. Danach kann das Objekt abschließend getrocknet werden. Bei dieser Methode werden Schrumpfungen vermieden, allerdings verfärbt sich das Holz.
Auch eine Tränkung mit Zucker ist zur Konservierung von Nassholz eingesetzt worden. Dabei stabilisiert der eindringende Zucker die Holzzellen. Eine Gefahr dieser Methode besteht darin, dass die Zuckerlösung bei der lang dauernden Tränkung keimfrei gehalten werden muss, damit sie nicht in Gärung übergeht. Durch den Einsatz von Schädlingsbekämpfungsmitteln kann ein späterer Befall durch Insekten und Nagetiere vermieden werden.
Die Gefriertrocknung bietet sich für Objekte an, bei denen eine gewisse Schrumpfung toleriert werden kann. Manche Fundgegenstände bestehen aus mehreren unterschiedlichen Materialien, von denen sich manche nicht für eine Tränkung mit wasserlöslichen Substanzen eignen (z. B. Eisen). Auch hier ist alternativ oder vor einer Tränkung eine Gefriertrocknung in Erwägung zu ziehen.